# Дюккер, Роб
Роб Дюккер (нидерл. Rob Dukker; 16 октября 1933, Амстердам — 31 августа 2008, Амстердам) — нидерландский спортсмен, крикетист-бэтсмен и уикет-кипер, позже крикетный судья.
Выступал за крикетные клубы «Аякс» (1953—1961), АКК (1961—1985) и СГС (1979—1985).
В 1955 году сыграл один матч за футбольную команду «Аякса».

## Ранние годы
Роб Дюккер родился 16 октября 1933 года в Амстердаме, в семье Фердинанда (Ферри) Дюккера и его жены Виллемейнтье ван Роттердам. У него был старший брат Ферри и младший Ханс.
Его отец, работавший клерком, был спортсменом, играл за крикетую и футбольную команды амстердамского «Аякса». Во время Второй мировой войны он был назначен вторым казначеем в «Аяксе», а в 1951 году стал первым казначеем и оставался им вплоть до 1962 года. Сыновья Дюккера пошли по стопам отца и стали членами спортивного общества «Аякс».

## Спортивная карьера

### Крикет
Роб вместе с отцом и братьями выступали за крикетный клуб «Аякс» из Амстердама. В 1961 году их крикетная команда прекратила своё существования, и Роб с братом Хансом перешли в Амстердамский Крикетный Клуб (сокращённо АКК). Роб играл на позициях бэтсмена, отражающего мяч битой, и уикет-кипера, особого полевого игрока команды, который находится позади калитки бэтсмена.
Дюккер выступал за два состава АКК. За первую команду с 1961 по 1985 год в 63 иннингах он заработал для команды 524 очка, а выступая за второй состав с 1961 по 1990 год он принёс своей команде 2396 очка в 140 иннингах. В 1980-е годы Роб играл за команду ветеранов АКК. В 1983 году была издана его книга, посвящённая 50-летнему юбилею клуба. Роб был отличным организатором и на протяжении нескольких лет состоял в спортивном комитете, а в 2001 году принял на себя полномочия президента клуба.
В 1980 году Роб начал судить матчи по крикету, и довольно быстро удостоился звания судьи года по версии Королевского крикетного союза Нидерландов. В общей сложности, на его счету было 132 игры, включая 79 в лиге и 13 на международном уровне.

### Футбол
В начале своей спортивной карьеры Роб дебютировал за футбольную команду «Аякса», так же как и его брат Ферри. В первый и последний раз за красно-белых Дюккер сыграл 6 марта 1955 года, выйдя на замену вместо защитника Джо Беренса в гостевом матче 12-го тура чемпионата против ВВВ. Матч завершился вничью — 0:0.

## Личная жизнь
Роб был женат и имел троих детей — сыновей Гвидо и Рика, дочь Лизетте. Его сыновья так же стали членами Амстердамского Крикетного Клуба. Гвидо с 2006 года является действующим президентом клуба.
В последние годы жизни Дюккер тяжело болел. В апреле 2008 года умер его сын Рик, в возрасте 49 лет. Спустя пять месяцев, 31 августа, не стало самого Роба. Церемония кремации состоялась в Амстердаме, в крематории Де Ньиве Остер.

### Комментарии
1. ↑  За основную команду футбольного «Аякса» не выступал.
2. ↑  Пробежек (англ. runs). См. правила крикета.